# Michaël Pas
Michaël Elisabeth Frans Pas (Schoten, 21 september 1966) is een Vlaamse acteur.

## Biografie
Michaël Pas acteerde in verschillende Vlaamse televisieseries en films. Zijn bekendste televisierol is waarschijnlijk die van Kulderzipken in de gelijknamige serie. Pas vertolkte de rol van Stef in de Jan Verheyen-films Team Spirit, Team Spirit 2 en de gelijknamige televisieserie over een groep vrienden bij een cafévoetbalploeg en hun vrouwen. Hij speelde ook een grotere bijrol in De Ridder als Yves Bracke en een prominente rol in Code 37 als Bob De Groof. Ook is zijn stem te horen in de avonturen van Kuifje, waar hij Kuifjes stem voor zijn rekening neemt. Daarnaast speelde en speelt Pas in talrijke  theaterstukken, bij grote en kleine gezelschappen in Vlaanderen en  Nederland. 
In Nederland speelde hij in de periode 1996-2000 meerder rollen bij De Paardenkathedraal in Utrecht onder regie van de Vlaamse regisseur Dirk Tanghe. In Vlaanderen bij KVS,NTG en de recenter bij Het Paleis, Het Nieuwstedelijk, Ontroerend Goed en in producties van en met Dimitri Leue.
Pas volgde samen met Stany Crets en Günther Lesage les aan de Studio Herman Teirlinck, in de periode dat de Vlaamse acteur Jan Decleir lesgaf aan de school.
Pas is mede-oprichter en voorzitter van De Acteursgilde, de Vlaamse belangenvereniging voor  professionele acteurs.
Van januari 2013 tot januari 2014 presenteerde hij samen met Christel Van Dyck het zaterdagochtendpraatprogramma En nu serieus op Radio 2.
Pas nam in 2013 deel aan het televisieprogramma De Grote Sprong, maar haalde de finale niet.
In september 2019 was hij een van de deelnemers aan het dansprogramma Dancing with the Stars, maar Pas viel als eerste af.

### Persoonlijk
Pas en zijn vrouw hebben een zoon.

## Filmografie
- De Witte van Sichem (1980) – schooljongen
- Meester, hij begint weer! (1985) – leerling
- Crazy Love (1987) – Stan
- Blueberry Hill (1989) – Robbe De Hert
- Het Landhuis (1989) – Hugo
- Junglebook (1990) – stem van Mowgli
- Boys (1991) – Peter
- Chevies en Cadies (1991)
- Romeo en Julia (1991) – Tybaldo Capuletti
- Eline Vere (1991) – George de Weerde van Bergh
- Oog in oog (1991) – Erik Vankamp
- Daens (1992) – Jan De Meeter
- Suite 215 (1992) – Wessel
- Toutes peines confondues (1992) – Nordixen
- Anchoress (1993) – Drover
- Homeward Bound (1993) – stem van mazzel
- De Avonturen van Kuifje (1993-1995) - stem van Kuifje
- Seul au sommet (1994)
- Sorry (1994)
- Niet voor publikatie (1994) – Tom Dams
- Buiten De Zone (1996) – freedom fighter
- Ventimiglia (1995)
- Hoogste tijd (1995) – Lucas
- Antonia (1995) – Janne
- Brylcream Boulevard (1995) – Robin De Hert
- Kulderzipken (1995–1997) – Kulderzipken
- Elixir d'Anvers (1996) – klant in bordeel
- Les maitres de l'orge Steenfort (1996) – Franz Texel
- Kongo (1997) – Arthur Claessens
- Over de Liefde (1997) – secretaris
- Left Luggage (1998) – de kok
- Le Mur (1998) – Stijn
- Het 14e kippetje (1998) – Alfred Fener
- Baantjer (1998) – Ibro Alic
- The Room (1999)
- Molokai: The Story of Father Damien (1999) – Dr. Stottard
- Missing Link (1999) – assistent Ed
- De bal (1999) – Vermeer
- Flikken (2000) – Walter Deltombe
- Team Spirit (film, 2000) – Stef
- Dial 9 for Love (2001) – Winston
- Alias (2002) – Andy
- Recht op Recht (2002) -  Bernd De Jaegher
- Liever verliefd (2003) – Dirk
- Team Spirit (serie, 2003) – Stef
- Wet & Waan (2003) – Alex
- Team Spirit 2 (film, 2003) – Stef
- Team Spirit (serie 2, 2005-2006) – Stef
- Urbain (2005) – Didier
- Speer und er (2005) – Tony Proost
- Buitenspel (2005)
- Witse (2006) – William (Billy) Redant
- Practical Pistol Shooting (2006) – Jonas
- Ratatouille (2007) – stem van Remy
- Zone Stad (2008) – Benjamin Beer
- Aspe (2008–2013) – Serge Bastijns/Serge De Koninck
- SM-rechter (2009) – advocaat Guy Spaan
- Code 37 (2009-2012) – Bob De Groof
- Vermist (2010) – Marc Plasschaert
- Code 37 (film, 2011) – Bob De Groof
- Weekend aan zee (2012) – Walter
- Deadline 14/10 (2012) – hoofdcommissaris Erwin Bulté
- Wreck-It Ralph (2012) - stem van Fix-It Felix, Jr.
- Nymphomaniac (2013) - oude Jerôme
- De Ridder (2013–2016) – eerste substituut Yves Bracke
- Connie & Clyde (2013, 2018) - Michael
- A Perfect Man (2013) – Winston
- Zingaburia (2013) – goochelaar Veelplegers
- Nymphomaniac: Vol. II (2013) – oude Jerôme
- Deadline 25/5 (2014) – hoofdcommissaris Bulté
- Cordon (2014–2016) – redactiechef
- Amateurs (2014) – Michael Pas
- Den elfde van den elfde (2016) – dansleraar
- Tabula rasa (2017) – Dr. Trakoshis
- Kafka (2017) - Dave
- Allemaal Familie (2017) - Michael Pas
- Gent-West (2017-2018) – Tom Vrankx
- Wij (2018) - Guy
- Ralph Breaks the Internet (2018) - stem van Fix-It Felix, Jr.
- Undercover (2019) – Gino Maldini
- Auwch (2019) - Michaël Pas
- Black-out (2020-2021) - Erwin Jacobs
- LEEF (miniserie, 2021) – Vincent
- Glad IJs (2021) – Michael Royal
- De Bunker (2022) - Maxiem De Swaef
- Transport (2022) - Theo
- Arcadia (2023, 2025) - Rechter Jacob Hermans
- Assisen (2023) - John Nasser
- Alter Ego (2023) - Daan Hessels